# 56 Андромеды
56 Андромеды (лат. 56 Andromedae, HD 11749) — кратная звезда в созвездии Андромеды на расстоянии приблизительно 329 световых лет (около 101 парсека) от Солнца. Видимая звёздная величина звезды — +5,786m. Возраст звезды определён как около 3,16 млрд лет.

## Характеристики
Первый компонент (HD 11749) — оранжевый гигант спектрального класса K0III. Видимая звёздная величина звезды — +5,8m. Масса — около 1,34 солнечной, радиус — около 11,68 солнечных, светимость — около 63,668 солнечных. Эффективная температура — около 4770 K.
Второй компонент (HD 11727) — оранжевый гигант спектрального класса K2 или K5III. Видимая звёздная величина звезды — +6,069m. Радиус — около 77,82 солнечных, светимость — около 1328,039 солнечных. Эффективная температура — около 3950 K. Удалён на 190,4 угловых секунд.
Третий компонент (CCDM J01560+3716P) удалён на 18,4 угловых секунд. Видимая звёздная величина звезды — +11,2m.
Четвёртый компонент (BD+36 349) — оранжевый карлик спектрального класса K2V. Видимая звёздная величина звезды — +9,4m. Удалён от второго компонента на 203,8 угловых секунд.